# Turbulencia cuántica
La turbulencia cuántica es el nombre que recibe el flujo turbulento -el movimiento caótico de un fluido a altas velocidades de flujo- de los fluidos cuánticos, como los superfluidos. La idea de que una forma de turbulencia podría ser posible en un superfluido a través de las líneas de vórtice cuantizadas fue sugerida por primera vez por Richard Feynman. La dinámica de los fluidos cuánticos se rige por la mecánica cuántica, y no por la física clásica que rige los fluidos clásicos (ordinarios). Algunos ejemplos de fluidos cuánticos son el helio superfluido (4He y pares de Cooper de 3He), los condensados de Bose-Einstein (BEC, por sus siglas en inglés), los condensados de polaritones y la pasta nuclear que se cree que existe en el interior de las estrellas de neutrones. Los fluidos cuánticos existen a temperaturas inferiores a la temperatura crítica {\displaystyle T_{c}} a la que se produce la condensación de Bose-Einstein.

## Propiedades generales de los superfluidos

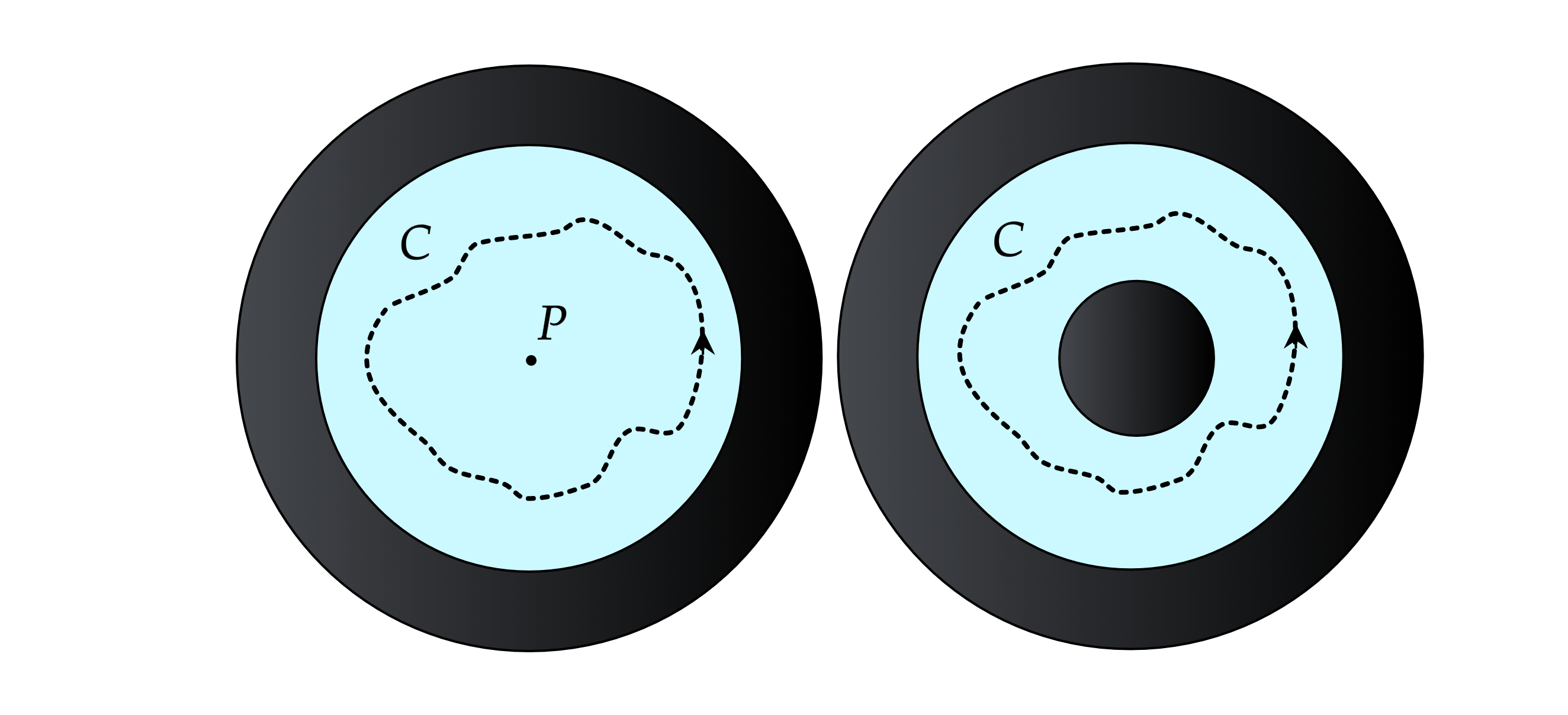
Fig 1. Diagrama esquemático de un fluido (azul) en un recipiente cilíndrico. Izquierda: la curva traza una trayectoria cerrada en una región simplemente conectada. La trayectoria puede reducirse hasta el punto y, por tanto, se puede aplicar el teorema de Stokes. Para un fluido cuántico, esto indica que la circulación desaparece. Derecha: La curva traza una trayectoria cerrada en una región de múltiples conexiones (es decir, con agujeros). La trayectoria no puede reducirse debido al agujero y, por tanto, el teorema de Stokes no se cumple, lo que conduce a una circulación cuantizada distinta de cero. Para un fluido cuántico, esto sugiere que las estructuras de vórtice actúan como "agujeros".

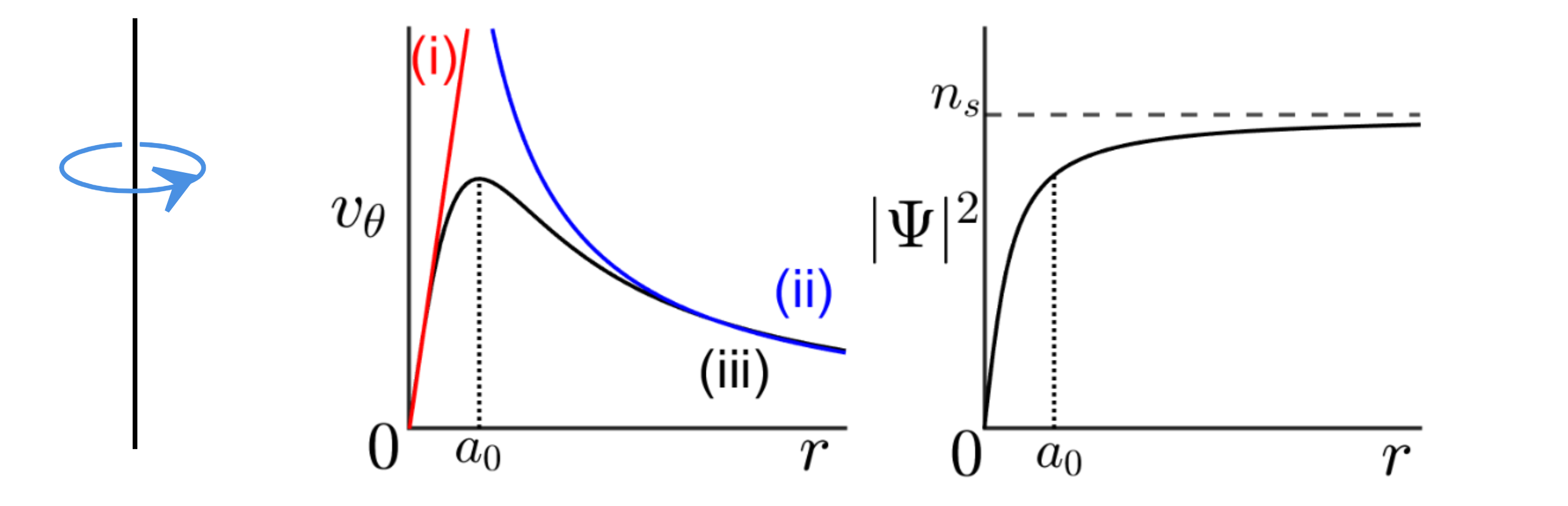
Fig 2. Izquierda: Esquema simple de una línea recta de vórtice en un espacio tridimensional, con circulación positiva. Centro: Velocidad azimutal frente al radio. (i) muestra la velocidad del fluido de un cuerpo sólido en rotación. (ii) muestra la velocidad del fluido de un vórtice en fluidos clásicos y cuánticos. (iii) una combinación de (i) y (ii) para formar un modelo de vórtice Rankine para un tornado con núcleo de tamaño. Derecha: Densidad numérica frente al radio de un fluido cuántico con vórtice. Se puede observar el agotamiento de la densidad para un radio pequeño. La cantidad representa la densidad del fluido suficientemente alejado del núcleo del vórtice

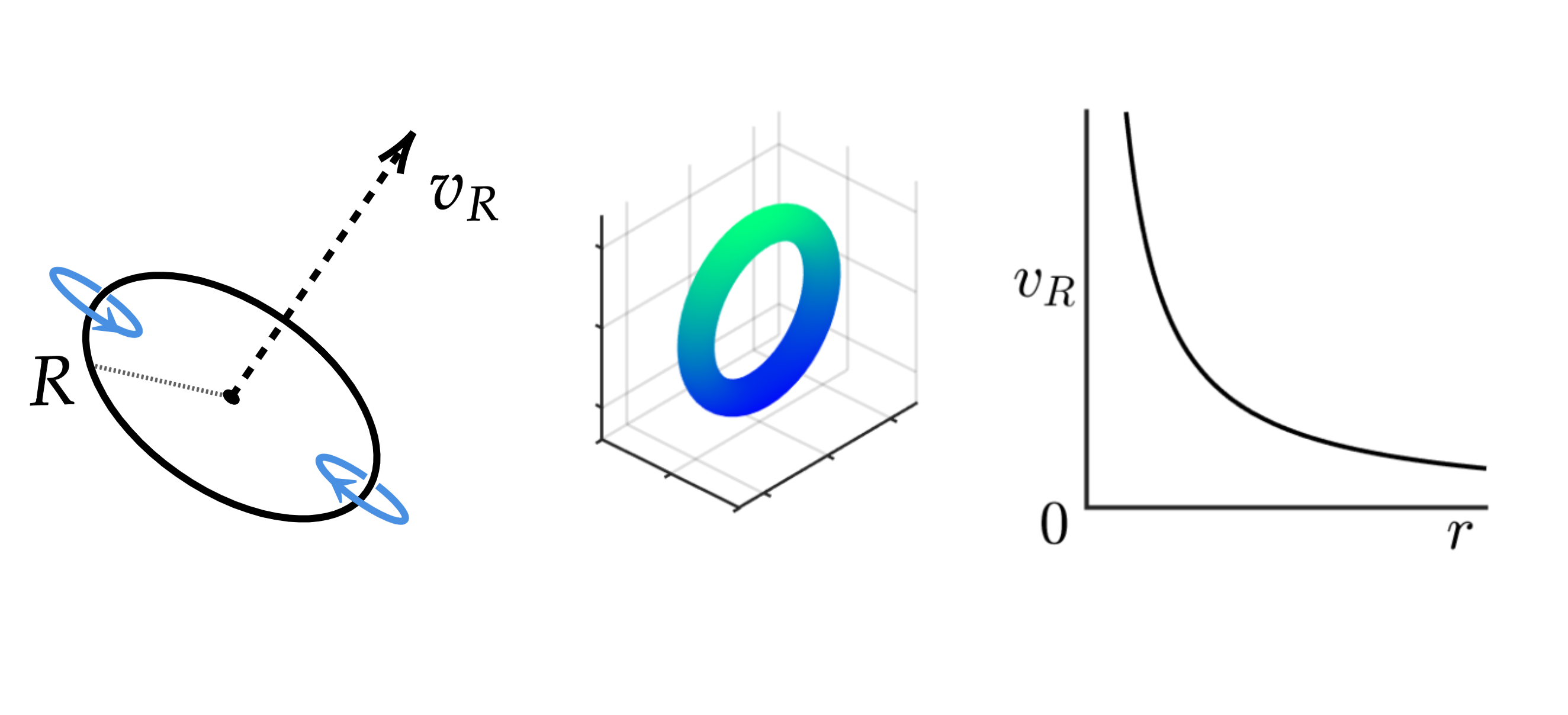
Fig 3. Izquierda: esquema de un anillo de vórtice de radio que se mueve a una velocidad. Centro: esquema tridimensional de un anillo vorticial cuántico. La velocidad del anillo la genera el propio anillo, que se propulsa a una velocidad inversamente proporcional al radio del anillo. El grosor del anillo está muy exagerado para poder ver su forma de toro. En realidad, para el helio II el grosor es de aproximadamente. Derecha: El perfil de velocidad del anillo de vórtice frente a su tamaño. Se observa una relación inversa. Esto sugiere que los anillos más pequeños se mueven a una velocidad mucho mayor, mientras que los anillos más grandes lo hacen a una velocidad mucho menor

La turbulencia de los fluidos cuánticos se ha estudiado principalmente en dos fluidos cuánticos: el Helio líquido y los condensados atómicos. Se han realizado observaciones experimentales en los dos isótopos estables del Helio, el común 4He y el raro 3He. Este último isótopo tiene dos fases, denominadas fase A y fase B. La fase A es fuertemente análoga a la fase B y la fase B es fuertemente análoga a la fase B. La fase A es fuertemente anisótropa y, aunque posee propiedades hidrodinámicas muy interesantes, los experimentos de turbulencia se han realizado casi exclusivamente en la fase B. El helio se licua a una temperatura de aproximadamente 4K. A esta temperatura, el fluido se comporta como un fluido clásico con una viscosidad extraordinariamente pequeña, denominado helio I. Tras un mayor enfriamiento, el helio I experimenta una condensación de Bose-Einstein en un superfluido, denominado helio II. La temperatura crítica {\displaystyle T_{c}} para la condensación de Bose-Einstein del helio es de 2,17K (a la presión de vapor saturada), mientras que para el 3He-B es de sólo unos pocos mK.
Aunque en los condensados atómicos no hay tantas pruebas experimentales de turbulencia como en el Helio, se han realizado experimentos con rubidio, sodio, cesio, litio y otros elementos. La temperatura crítica de estos sistemas es del orden de micro-Kelvin.
Hay dos propiedades fundamentales de los fluidos cuánticos que los distinguen de los fluidos clásicos: la superfluidez y la circulación cuantizada.

### Superfluidez
La superfluidez surge como consecuencia de la relación de dispersión de las excitaciones elementales, y los fluidos que presentan este comportamiento fluyen sin viscosidad. Se trata de una propiedad vital para la turbulencia cuántica, ya que la viscosidad en los fluidos clásicos provoca la disipación de la energía cinética en calor, amortiguando el movimiento del fluido. Landau predijo que si un superfluido fluye más rápido que una cierta velocidad crítica {\displaystyle v_{c}} (o alternativamente un objeto se mueve más rápido que {\displaystyle v_{c}} en un fluido estático) se emiten excitaciones térmicas (rotones) a medida que se vuelve energéticamente favorable generar cuasipartículas, lo que provoca que el fluido deje de mostrar propiedades superfluidas. Para el helio II, esta velocidad crítica es {\displaystyle v_{c}\approx 60{\text{m/s}}}.

### Circulación cuantizada
La propiedad de circulación cuantizada surge como consecuencia de la existencia y unicidad de una función de onda macroscópica compleja {\displaystyle \Psi } que afecta a la vorticidad (rotación local) de un modo muy profundo, lo que la hace crucial para la turbulencia cuántica.
La velocidad y la densidad del fluido se pueden recuperar a partir de la función de onda {\displaystyle \Psi (\mathbf {x} ,t)} escribiéndola en forma polar {\displaystyle \Psi (\mathbf {x} ,t)=|\Psi (\mathbf {x} ,t)|e^{i\phi (\mathbf {x} ,t)}}donde {\displaystyle |\Psi |} es la magnitud de {\displaystyle \Psi } y {\displaystyle \phi } es la fase. La velocidad del fluido es entonces {\displaystyle \mathbf {v} (\mathbf {x} ,t)=(\hbar /m)\nabla \phi } y la densidad numérica es {\displaystyle n(\mathbf {x} ,t)=|\Psi |^{2}}. La densidad de masa se relaciona con la densidad de número mediante {\displaystyle \rho (\mathbf {x} ,t)=mn} donde {\displaystyle m} es la masa de un bosón.
La circulación {\displaystyle \Gamma } se define como la integral de línea a lo largo de una trayectoria cerrada simple {\displaystyle C} dentro del fluido
{\displaystyle \Gamma =\oint _{C}\mathbf {v} \cdot \mathbf {dr} }
Para una superficie simplemente conectada {\displaystyle S} se cumple el teorema de Stokes y la circulación desaparece, ya que la velocidad puede expresarse como el gradiente de la fase. Para una superficie de conexiones múltiples, la diferencia de fase entre un punto inicial arbitrario de la curva {\displaystyle C} y el punto final (igual al punto inicial como {\displaystyle C} está cerrada) debe ser {\displaystyle 2\pi q} donde {\displaystyle q=0,1,2,\cdots } para que la función de onda sea monovaluada. Esto conduce a un valor cuantizado para la circulación
{\displaystyle \Gamma ={\frac {\hbar }{m}}\oint _{C}\nabla S\cdot \mathbf {dr} =q\kappa }
donde {\displaystyle \kappa =h/m} es el cuanto de circulación, y el entero {\displaystyle q} es la carga (o número de enrollamiento) del vórtice. Los vórtices con carga múltiple ({\displaystyle q>1}) en helio II son inestables y por esta razón en la mayoría de las aplicaciones prácticas {\displaystyle q=1}. Es energéticamente favorable para el fluido formar {\displaystyle q} vórtices de carga única en lugar de un único vórtice de carga {\displaystyle q} por lo que un vórtice de carga múltiple se dividiría en vórtices de carga simple. En determinadas condiciones, es posible generar ciertos vórtices con una carga superior a 1.

### Propiedades de las líneas de vórtice
Las líneas de vórtice son defectos topológicos de línea de la fase. Su nucleación hace que la región del fluido cuántico se convierta en una región multiconectada. Como se indica en la Fig. 2, se puede observar un agotamiento de la densidad cerca del eje, con {\displaystyle \rho =0} en la línea del vórtice. El tamaño del núcleo del vórtice varía entre los distintos fluidos cuánticos. El tamaño del núcleo del vórtice es de alrededor de {\displaystyle a_{0}=10^{-10}{\text{m}}} para el helio II, {\displaystyle a_{0}=10^{-8}{\text{m}}} para 3He-B y para condensados atómicos típicos {\displaystyle a_{0}=10^{-4}{\text{m}}}. El sistema de vórtice más simple en un fluido cuántico consiste en una única línea recta de vórtice; el campo de velocidad de dicha configuración es puramente azimutal dado por {\displaystyle v_{\theta }=\kappa /{2\pi r}}. Esta es la misma fórmula que para una solución clásica de línea de vórtice de la ecuación de Euler, sin embargo, clásicamente, este modelo es físicamente poco realista ya que la velocidad diverge como {\displaystyle r\rightarrow 0}. Esto nos lleva a la idea del vórtice de Rankine, como se muestra en la figura 2, que combina la rotación del cuerpo sólido para pequeños valores de {\displaystyle r} y movimiento de vórtice para valores grandes de {\displaystyle r} y constituye un modelo más realista de los vórtices clásicos ordinarios.
Se pueden establecer muchas similitudes con los vórtices de los fluidos clásicos, por ejemplo, el hecho de que las líneas de vórtice obedezcan el teorema clásico de la circulación de Kelvin: la circulación se conserva y las líneas de vórtice deben terminar en los límites o existir en forma de bucles cerrados. En el límite de temperatura cero, un punto de una línea de vórtice se desplazará según el campo de velocidad generado en ese punto por las demás partes de la línea de vórtice, siempre que la línea de vórtice no sea recta (un vórtice recto aislado no se mueve). La velocidad también puede ser generada por cualquier otra línea de vórtice del fluido, un fenómeno también presente en los fluidos clásicos. Un ejemplo sencillo es un anillo de vórtices (un vórtice en forma de toro) que se mueve con una velocidad autoinducida {\displaystyle v_{R}} inversamente proporcional al radio del anillo {\displaystyle R} donde {\displaystyle R>>a_{0}}.Todo el anillo se mueve a una velocidad
{\displaystyle v_{R}={\frac {\kappa }{4\pi R}}\left[\ln {\left({\frac {8R}{a_{0}}}\right)}-{\frac {1}{2}}\right]}

### Ondas Kelvin y reconexiones de vórtices

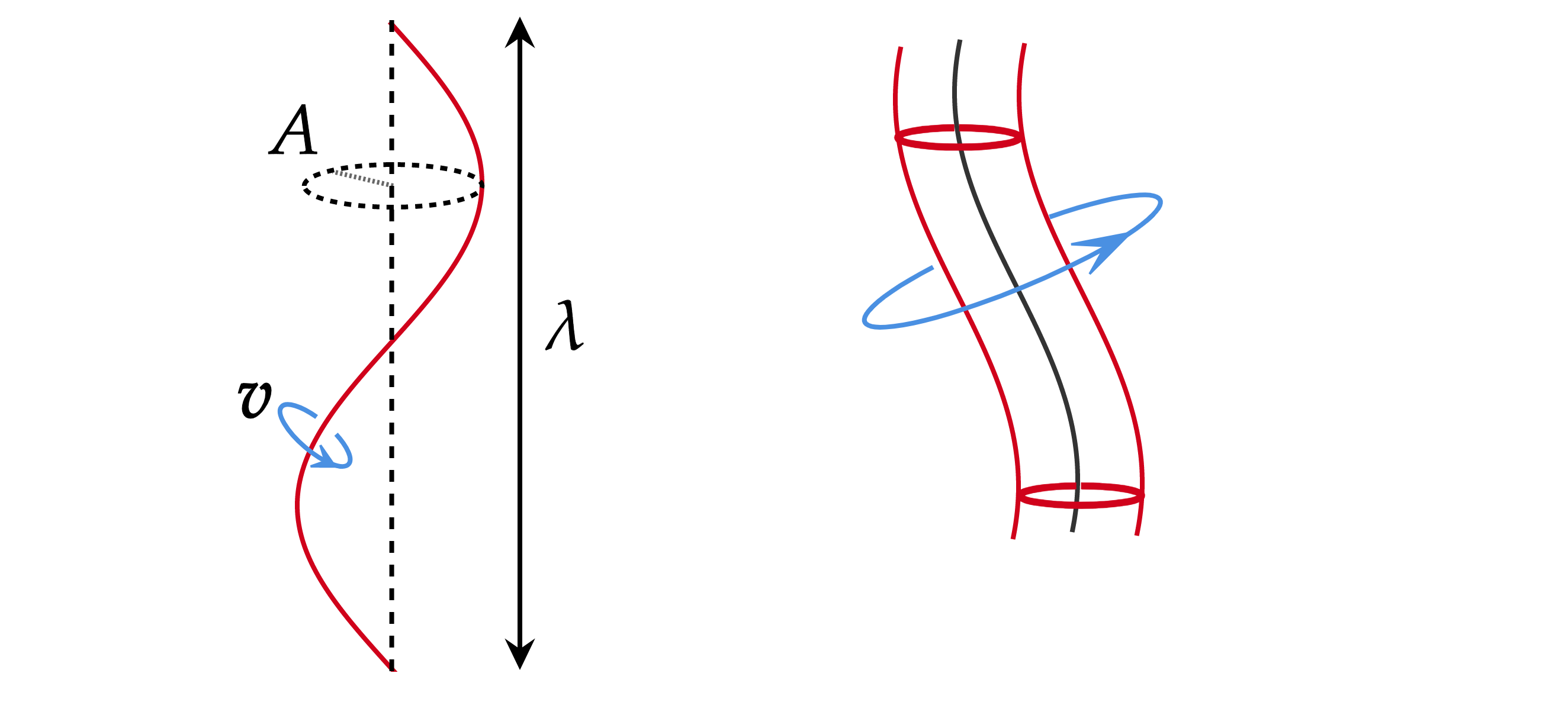
Fig 4. Izquierda: esquema de una onda Kelvin con amplitud y longitud de onda. Derecha: Una configuración de vórtice recto que ha sido perturbada en una configuración de vórtice doblado.

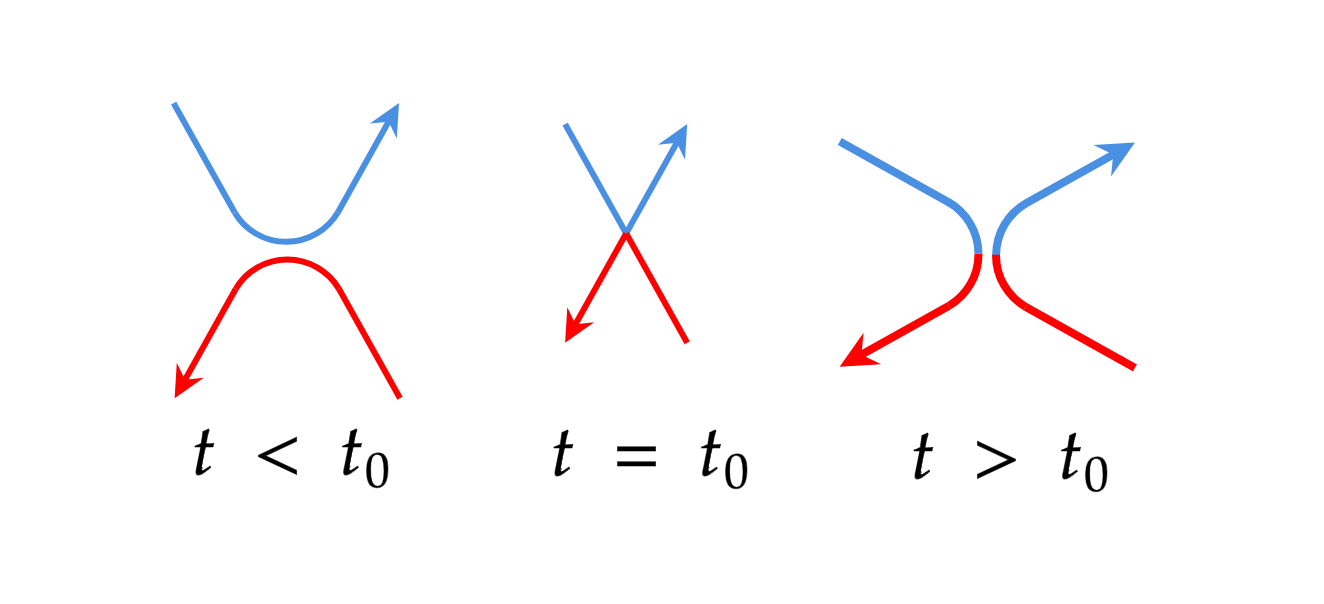
Fig 5. Esquema de reconexión de dos vórtices. Las flechas en los vórtices representan la dirección de la vorticidad en la línea del vórtice. Izquierda: antes de la reconexión. Centro: Se produce la reconexión de vórtices. Derecha: después de la reconexión.

Los vórtices en fluidos cuánticos soportan ondas Kelvin, que son perturbaciones helicoidales de una línea de vórtice que se alejan de su configuración recta y que giran a una velocidad angular {\displaystyle \omega } con
{\displaystyle \omega \approx {\frac {\kappa k^{2}}{4\pi }}\ln {\left({\frac {1}{ka_{0}}}\right)}}
Aquí {\displaystyle k=2\pi /\lambda } donde {\displaystyle \lambda } es la longitud de onda y {\displaystyle k} es el vector de onda.
Los vórtices viajeros en fluidos cuánticos pueden interactuar entre sí, lo que da lugar a reconexiones de las líneas de vórtices y, en última instancia, a un cambio en la topología de la configuración de los vórtices cuando chocan, tal y como sugirió Richard Feynman. A temperaturas distintas de cero, las líneas de vórtice dispersan las excitaciones térmicas, lo que crea una fuerza de fricción con el componente normal del fluido (nube térmica para los condensados atómicos). Este fenómeno provoca la disipación de energía cinética. Por ejemplo, los anillos de vórtice se encogerán y las ondas Kelvin disminuirán su amplitud.

### Entramado de vórtices

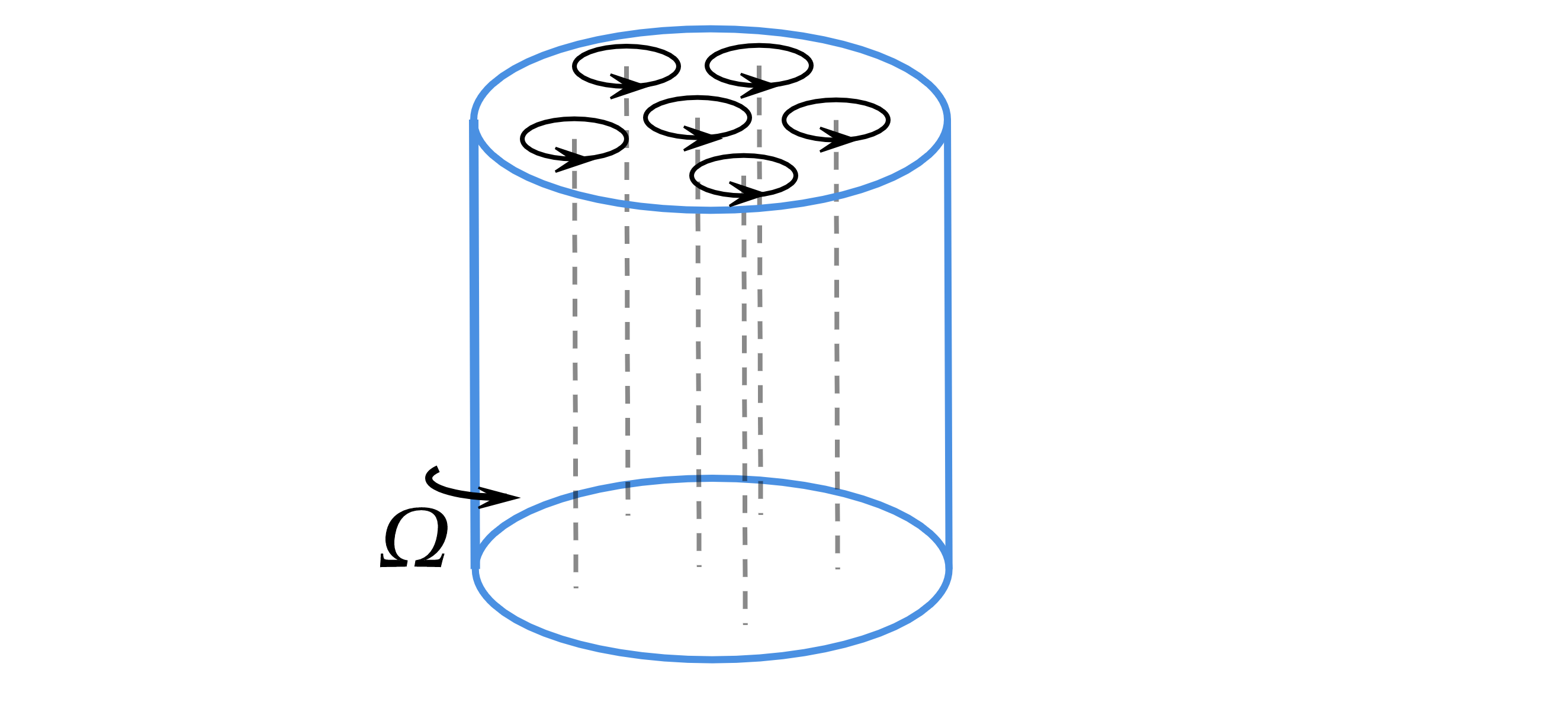
Fig 6. Esquema de un recipiente cilíndrico que gira a una velocidad formando una red de vórtices de seis líneas rectas.

Las redes de vórtices son configuraciones laminares (ordenadas) de líneas de vórtices que pueden crearse mediante la rotación del sistema. Para un recipiente cilíndrico de radio {\displaystyle R} se puede establecer una condición para la formación de una red de vórtices minimizando la expresión {\displaystyle F'=F-\mathbf {L} _{v}\cdot \mathbf {\Omega } } donde {\displaystyle F} es la energía libre, {\displaystyle \mathbf {L} _{v}} es el momento angular del fluido y {\displaystyle \mathbf {\Omega } } es la rotación, con magnitud {\displaystyle \Omega } y dirección axial. La velocidad crítica para la aparición de una red de vórtices es entonces {\displaystyle \Omega _{c}^{1}={\frac {\kappa }{R^{2}}}\ln {\left({\frac {R}{a_{0}}}\right)}}.
Superar esta velocidad permite que se forme un vórtice en el fluido. Se pueden formar estados con más vórtices aumentando aún más la rotación, más allá de las siguientes velocidades críticas {\displaystyle \Omega _{c}^{2},\,\Omega _{c}^{3},\cdots }. Los vórtices se organizan en configuraciones ordenadas que se denominan celosías de vórtices.

### Dos naturalezas fluidas

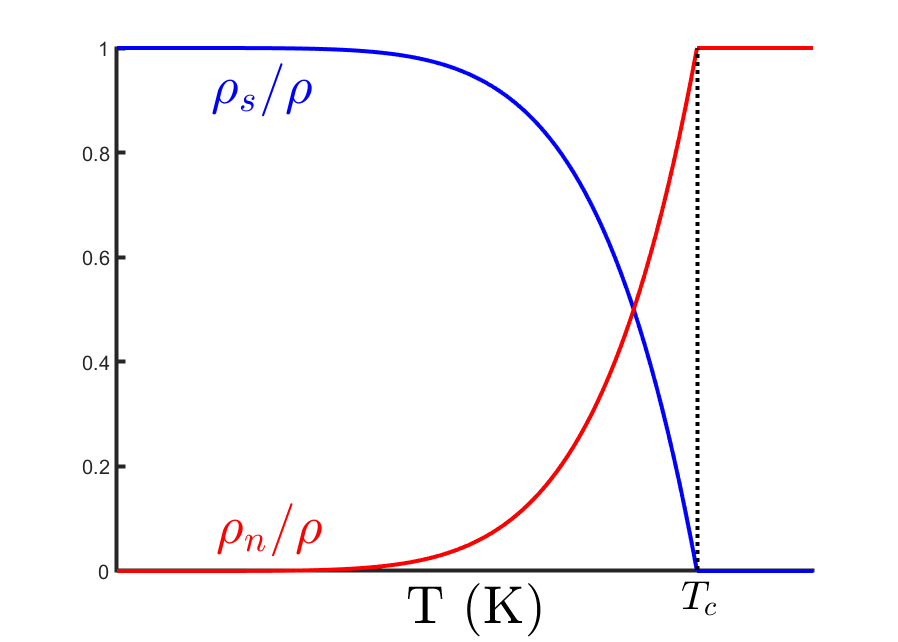
Fig 7. Fracciones de componentes trazadas frente a la temperatura, mostrando la mezcla de fluido normal y superfluido en helio II, donde es la fracción de superfluido, y es la fracción de fluido normal. Para temperaturas superiores a la temperatura crítica, el fluido normal constituye la totalidad del fluido.

A temperatura distinta de cero {\displaystyle T} deben tenerse en cuenta los efectos térmicos. Para los gases atómicos a temperaturas distintas de cero, una fracción de los átomos no forma parte del condensado, sino que forma una nube térmica enrarecida (gran recorrido medio libre) que coexiste con el condensado (que, en la primera aproximación, puede identificarse con el componente superfluido). Dado que el helio es un líquido, y no un gas diluido como los condensados atómicos, existe una interacción mucho más fuerte entre los átomos, y el condensado es sólo una parte del componente superfluido. Las excitaciones térmicas (constituidas por fonones y rotones) forman un componente fluido viscoso (recorrido medio libre muy corto, análogo al fluido viscoso clásico regido por la ecuación de Navier-Stokes), denominado fluido normal, que coexiste con el componente superfluido. Esto constituye la base de la teoría de los dos fluidos de Tisza y Landau, que describe el helio II como la mezcla de componentes superfluido y fluido normal que coexisten, con una densidad total dictada por la ecuación {\displaystyle \rho =\rho _{n}+\rho _{s}}. La tabla muestra las propiedades clave de los componentes superfluido y fluido normal:
| Componente     | velocidad                        | densidad                  | entropía          | viscosidad           |
| -------------- | -------------------------------- | ------------------------- | ----------------- | -------------------- |
| superfluido    | {\displaystyle \mathbf {v} _{s}} | {\displaystyle \rho _{s}} | cero              | cero                 |
| fluido clásico | {\displaystyle \mathbf {v} _{n}} | {\displaystyle \rho _{n}} | {\displaystyle S} | {\displaystyle \mu } |

Las proporciones relativas de los dos componentes cambian con la temperatura, desde un flujo de fluido totalmente normal a la temperatura de transición {\displaystyle T_{c}} ({\displaystyle \rho _{n}/\rho \rightarrow 1} y {\displaystyle \rho _{s}/\rho \rightarrow 0}), a un flujo superfluido completo en el límite de temperatura cero ({\displaystyle \rho _{s}/\rho \rightarrow 1} y {\displaystyle \rho _{n}/\rho \rightarrow 0}). A velocidades pequeñas, las ecuaciones de los dos fluidos son
{\displaystyle {\frac {\partial \rho }{\partial t}}+\nabla \cdot (\rho _{s}\mathbf {v} _{s}+\rho _{n}\mathbf {v} _{n})=0}
{\displaystyle {\frac {\partial (\rho S)}{\partial t}}+\nabla \cdot (\rho S\mathbf {v} _{n})=0}
{\displaystyle \rho _{s}\left[{\frac {\partial \mathbf {v} _{s}}{\partial t}}+(\mathbf {v} _{s}\cdot \nabla )\mathbf {v} _{s}\right]=-{\frac {\rho _{s}}{\rho }}\nabla P+\rho _{s}S\nabla T}
{\displaystyle \rho _{n}\left[{\frac {\partial \mathbf {v} _{n}}{\partial t}}+(\mathbf {v} _{n}\cdot \nabla )\mathbf {v} _{n}\right]=-{\frac {\rho _{n}}{\rho }}\nabla P-\rho _{s}S\nabla T+\mu \nabla ^{2}\mathbf {v} _{n}}
donde {\displaystyle P} es la presión, {\displaystyle S} es la entropía por unidad de masa y {\displaystyle \mu } es la viscosidad del componente normal del fluido, como se indica en la tabla anterior. La primera de estas ecuaciones puede identificarse como la ecuación de conservación de la masa, mientras que la segunda puede identificarse como la de conservación de la entropía. Los resultados de estas ecuaciones dan lugar a los fenómenos del segundo sonido y del contraflujo térmico. A grandes velocidades, el superfluido se vuelve turbulento y aparecen líneas de vórtice; a velocidades aún mayores, tanto el fluido normal como el superfluido se vuelven turbulentos.

## Turbulencia clásica frente a turbulencia cuántica

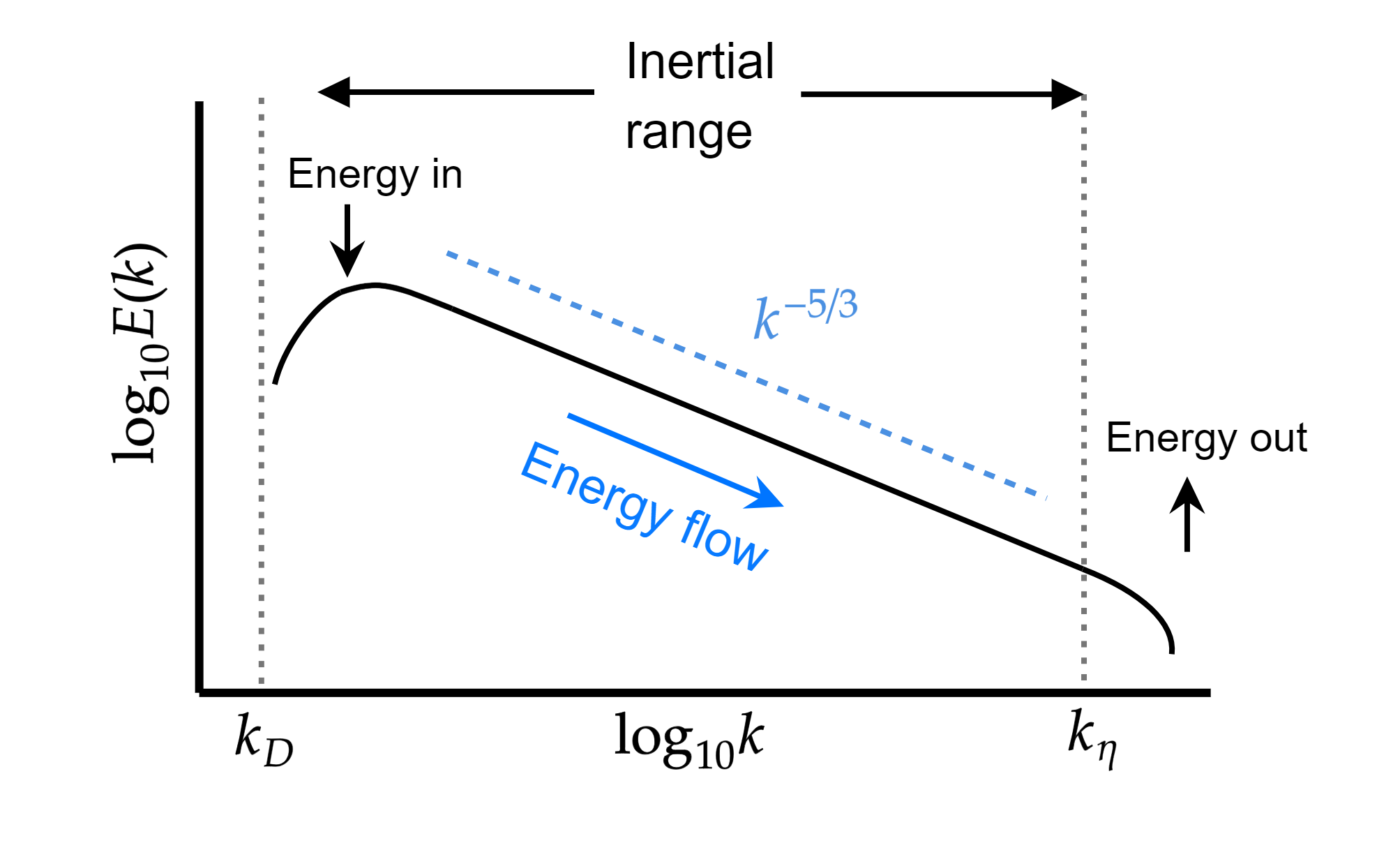
Fig 8. Diagrama esquemático de la cascada de energía de Kolmogorov en el interior de un túnel de viento. La inyección de aire se produce donde es el tamaño del túnel de viento. La cantidad, el número de onda de Kolmogorov, es el valor en el espacio k asociado a la escala de longitud de Kolmogorov, el punto en el que la energía cinética turbulenta se disipa en calor.

Los experimentos y las soluciones numéricas demuestran que la turbulencia cuántica es una maraña aparentemente aleatoria de líneas de vórtice en el interior de un fluido cuántico. El estudio de la turbulencia cuántica pretende explorar dos cuestiones principales:
1. ¿Las marañas de vórtices son realmente aleatorias o contienen algunas propiedades características o estructuras organizadas?
2. ¿En qué se diferencia la turbulencia cuántica de la clásica?

Para comprender la turbulencia cuántica es útil establecer una conexión con la turbulencia de los fluidos clásicos. La turbulencia de los fluidos clásicos es un fenómeno cotidiano, que puede observarse fácilmente en el flujo de un arroyo o un río, como hizo por primera vez Leonardo da Vinci en sus famosos bocetos. Al abrir un grifo de agua, se observa que al principio el agua sale de forma regular (lo que se denomina flujo laminar), pero si el grifo se abre a caudales más altos, el flujo se adorna con protuberancias irregulares, dividiéndose imprevisiblemente en múltiples hebras mientras se derrama en un torrente siempre cambiante, lo que se conoce como flujo turbulento. Leonardo da Vinci observó por primera vez y anotó en sus cuadernos privados que los flujos turbulentos de los fluidos clásicos incluyen zonas de fluido circulante denominadas vórtices (o remolinos).
El caso más sencillo de turbulencia clásica es el de la turbulencia isótropa homogénea (HIT, por sus siglas en inglés) mantenida en un estado estacionario estadístico. Este tipo de turbulencia puede crearse en el interior de un túnel de viento, por ejemplo un canal con flujo de aire impulsado por un ventilador de un lado a otro. A menudo está equipado con una malla para crear un flujo turbulento de aire. Un estado estacionario estadístico garantiza que las principales propiedades del flujo se estabilicen aunque fluctúen localmente. Debido a la presencia de viscosidad, sin el suministro continuo de energía la turbulencia del flujo decaerá a causa de las fuerzas de fricción. En el túnel aerodinámico, la energía es suministrada constantemente por el ventilador. Es útil introducir el concepto de distribución de energía sobre las escalas de longitud, el vector de onda {\displaystyle \mathbf {k} =(k_{x},k_{y},k_{z})} y el número de onda {\displaystyle k=|\mathbf {k} |}. En una dimensión, el número de onda puede relacionarse con la longitud de onda simplemente utilizando {\displaystyle k=2\pi /\lambda }. La energía total {\displaystyle E_{tot}} por unidad de masa viene dada por
{\displaystyle E_{tot}={\frac {1}{\mathcal {V}}}\int _{\mathcal {V}}{\frac {\mathbf {v} ^{2}}{2}}\,\mathrm {d} ^{3}\mathbf {r} =\int _{0}^{\infty }E(k)\,\mathrm {d} k}
donde {\displaystyle E(k)} es el espectro de energía, que representa esencialmente la distribución de la energía cinética turbulenta sobre los números de onda. La noción de una cascada de energía, en la que se produce una transferencia de energía de vórtices de gran escala a vórtices de menor escala, que finalmente conducen a la disipación viscosa, fue memorablemente señalada por Lewis Fry Richardson. La disipación se produce en las escalas de longitud de disipación {\displaystyle \eta } (denominada escala de longitud de Kolmogorov), donde {\displaystyle \eta =(\nu ^{3}/\varepsilon )^{1/4}} donde {\displaystyle \nu } es la viscosidad cinemática. Gracias al trabajo pionero de Andrey Kolmogorov, se descubrió que el espectro de energía adoptaba la forma
{\displaystyle E(k)=C\varepsilon ^{\frac {2}{3}}k^{-{\frac {5}{3}}}}
donde {\displaystyle \varepsilon } es la tasa de disipación de energía por unidad de volumen {\displaystyle -\mathrm {d} E/\mathrm {d} t}. La constante {\displaystyle C} es una constante adimensional, que toma el valor {\displaystyle C\approx 1.5}. En el espacio {\displaystyle k} el valor asociado a la escala de longitud de Kolmogorov es el número de onda de Kolmogorov {\displaystyle k_{\eta }}, donde se produce la disipación viscosa.

### Cascada de Kolmogorov en fluidos cuánticos

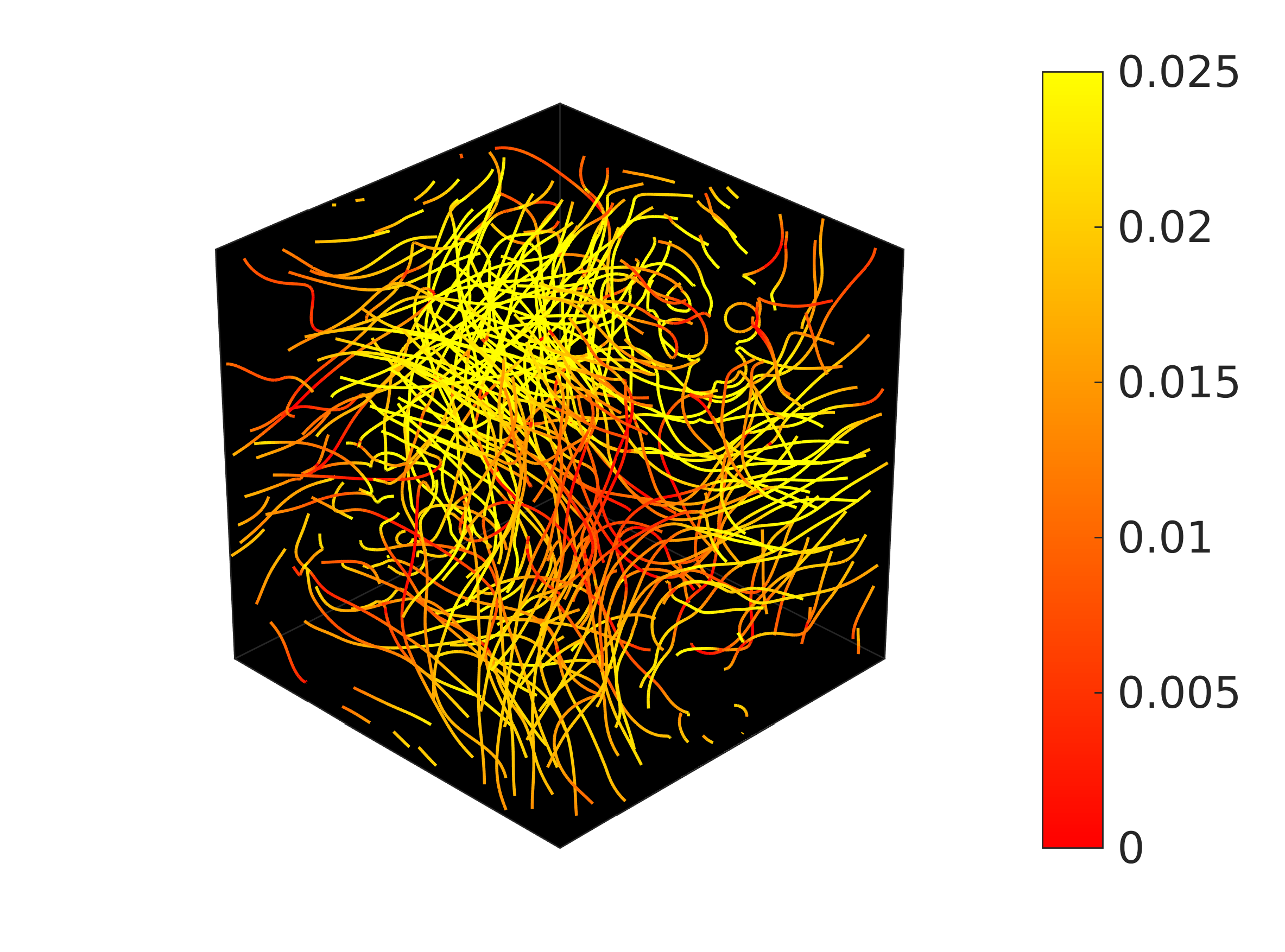
Fig 9. Maraña de vórtices simulada numéricamente que representa la turbulencia cuántica de Kolmogorov. Las líneas finas representan líneas de vórtice dentro de un contenedor cúbico. La barra de color representa la cantidad de interacción no local, es decir, la cantidad en que una sección de la línea de vórtice se ve afectada por las demás líneas de vórtice que la rodean. (Crédito AW Baggaley)

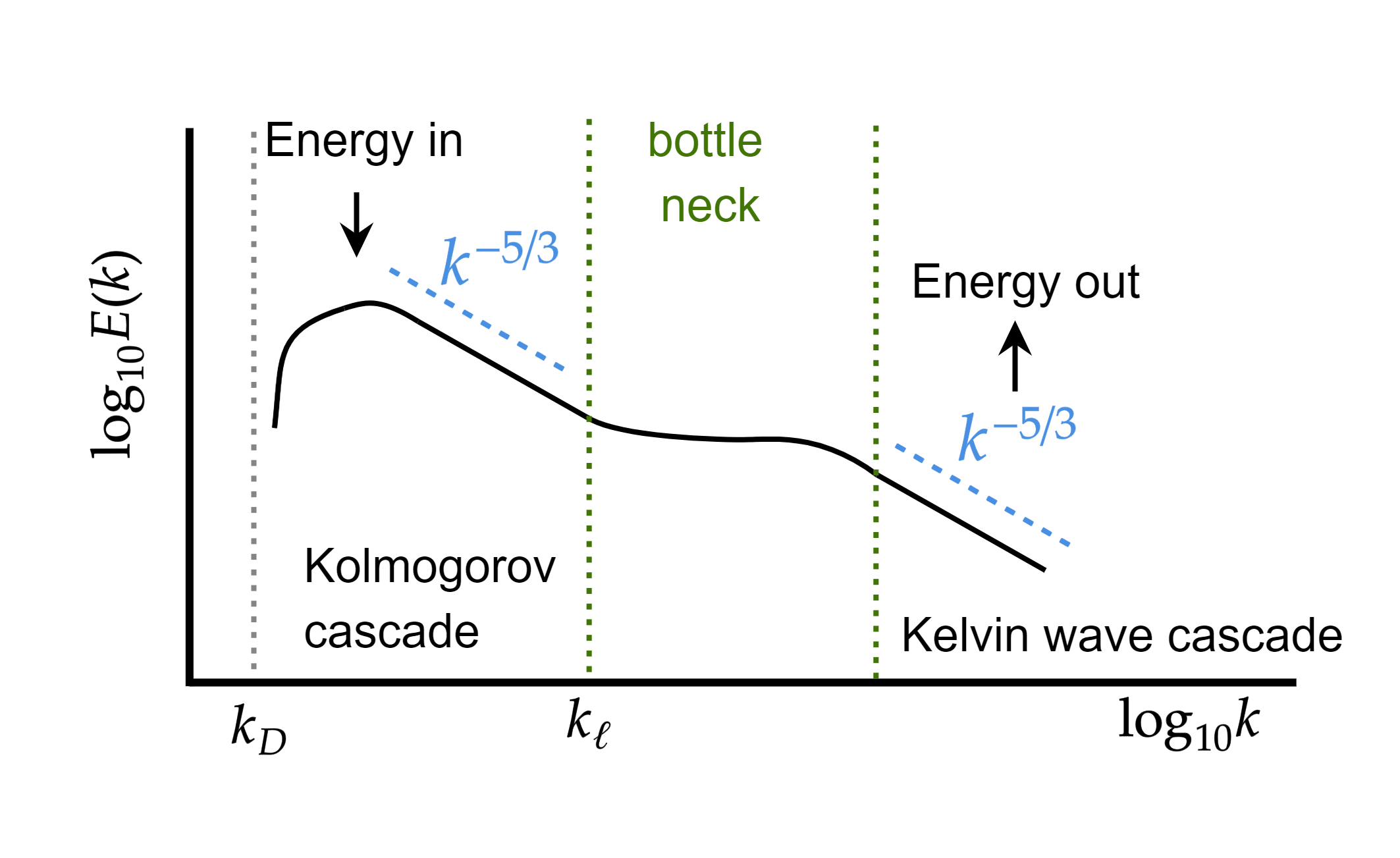
Fig 10. Diagrama esquemático del espectro de energía para la turbulencia de Kolmogorov a temperaturas muy pequeñas. La dirección cascada de energía está presente para grandes escalas de longitud, y puede observarse una cascada de ondas Kelvin para escalas de longitud muy pequeñas que sufre emisión sonora. Alrededor de la escala de longitud cuántica se produce un amontonamiento de cuellos de botella.

Para temperaturas lo suficientemente bajas como para que los efectos de la mecánica cuántica gobiernen el fluido, la turbulencia cuántica es una maraña aparentemente caótica de líneas de vórtices con una topología muy anudada, que se mueven entre sí y se vuelven a conectar cuando chocan. En un superfluido puro, no hay componente normal que transporte la entropía del sistema y, por tanto, el fluido fluye sin viscosidad, lo que provoca la ausencia de una escala de disipación {\displaystyle \eta }. De forma análoga a los fluidos clásicos, una escala de longitud cuántica {\displaystyle \ell } (y el valor correspondiente en el espacio-k, {\displaystyle k_{\ell }}) puede introducirse sustituyendo la viscosidad cinemática en la escala de longitud de Kolmogorov por el cuanto de circulación {\displaystyle \kappa }. Para escalas mayores que {\displaystyle \ell }, una pequeña polarización de las líneas de vórtice permite el estiramiento necesario para sostener una cascada de energía de Kolmogorov.
Se han realizado experimentos en Helio II superfluido para crear turbulencias que se comportan según la cascada de Kolmogorov. Un ejemplo de ello es el caso de dos hélices contrarrotantes, en las que tanto por encima como por debajo de la temperatura crítica {\displaystyle T_{c}} se observó un espectro de energía de Kolmogorov indistinguible de los observados en la turbulencia de los fluidos clásicos. Para temperaturas más elevadas, la existencia de la componente normal del fluido conduce a la presencia de fuerzas viscosas y a una eventual disipación de calor que calienta el sistema. Como consecuencia de esta fricción, los vórtices se suavizan y las ondas Kelvin que surgen debido a las reconexiones de los vórtices son más suaves que en la turbulencia cuántica de baja temperatura. La turbulencia de Kolmogorov surge en los fluidos cuánticos para la entrada de energía a grandes escalas de longitud, donde el espectro de energía sigue {\displaystyle k^{-5/3}} en el rango inercial {\displaystyle k_{D}<k<k_{\ell }}. Para escalas de longitud inferiores a {\displaystyle \ell }, en cambio, el espectro de energía sigue una {\displaystyle k^{-1}} régimen.
Para temperaturas en el límite cero, las ondas Kelvin no amortiguadas hacen que aparezcan más torceduras en las formas de los vórtices. Para grandes escalas de longitud, la turbulencia cuántica se manifiesta como una cascada de energía de Kolmogorov (las simulaciones numéricas que utilizan la ecuación de Gross-Pitaevskii y el modelo de vórtice-filamento confirmaron este efecto ), con el espectro de energía siguiente {\displaystyle k^{-5/3}}. Al carecer de disipación térmica, es intuitivo suponer que la turbulencia cuántica en el límite de baja temperatura no decae como lo haría a temperaturas más elevadas, sin embargo las pruebas experimentales demostraron que no era así: la turbulencia cuántica decae incluso a temperaturas muy bajas. Las ondas Kelvin interactúan y crean ondas Kelvin más cortas, hasta que son lo suficientemente cortas como para que se produzca la emisión de sonido (fonones), lo que da lugar a la conversión de energía cinética en calor, disipándose así la energía. Este proceso, que desplaza la energía a escalas de longitud cada vez más pequeñas en números de onda mayores que {\displaystyle k_{\ell }} se denomina cascada de ondas Kelvin y se produce en vórtices individuales.  Por tanto, la turbulencia cuántica de baja temperatura debería consistir en una doble cascada: un régimen de Kolmogorov (una cascada de remolinos) en el rango inercial {\displaystyle k_{D}<k<k_{\ell }} seguida de una meseta de cuello de botella, seguida de la cascada de ondas Kelvin (una cascada de ondas) que obedece a la misma {\displaystyle k^{-5/3}} pero con un origen físico diferente. Este es el consenso actual, pero hay que subrayar que se deriva únicamente de la teoría y las simulaciones numéricas: actualmente no existen pruebas experimentales directas de la cascada de ondas Kelvin debido a la dificultad de observar y medir a escalas de longitud tan pequeñas.

## Generación y detección de turbulencias cuánticas

### Generación física de turbulencias cuánticas

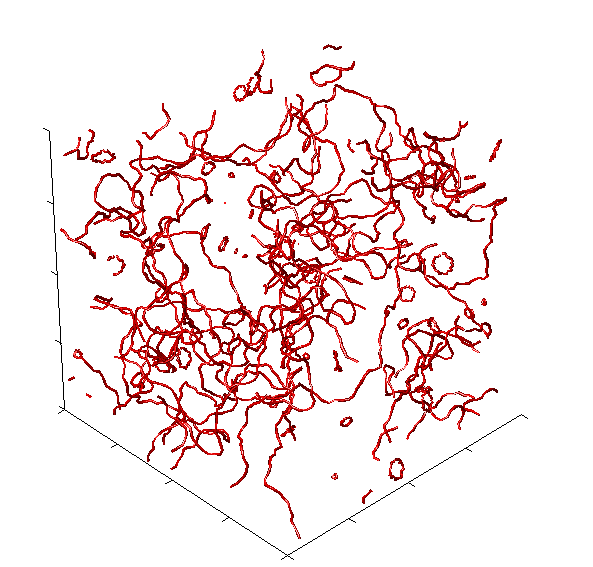
Fig 11. Una maraña de vórtices simulada que representa la turbulencia cuántica en un volumen cúbico y muestra los vórtices cuantizados

Existen numerosos métodos para generar una maraña de vórtices (como se muestra en la figura 11) en el laboratorio. Aquí se enumeran por el fluido cuántico en el que pueden generarse.

#### Turbulencia cuántica en helio II
- Remolque repentino de una rejilla en la muestra de fluido en reposo[17][18]
- Mover el fluido a lo largo de tubos o canales mediante fuelles o bombas, creando un túnel de viento superfluido (el experimento TOUPIE en Grenoble)[19]
- Rotación de una o dos hélices en el interior de un contenedor; la configuración de dos hélices contrarrotantes se denomina "flujo de von Karman" (por ejemplo, el experimento SHREK en Grenoble)[17]
- Creación de ondas de choque y cavitación mediante la focalización local de ultrasonidos (esto permite generar turbulencia cuántica lejos de los límites)[20][21]
- Horquillas o cables oscilantes/vibratorios[22]
- El prototipo del experimento consiste en un canal abierto a un baño de helio en un extremo y cerrado en el opuesto con una resistencia. Se hace pasar una corriente eléctrica a través de la resistencia y se genera calor óhmico; el calor es transportado desde el calentador hacia el baño por la componente normal del fluido, mientras que el superfluido se desplaza hacia el calentador, de modo que el flujo de masa neto es cero al cerrarse el canal. Una velocidad relativa {\displaystyle v_{ns}=|v_{n}-v_{s}|} (contracorriente) de los dos componentes del fluido que es proporcional al calor aplicado. Por encima de un pequeño valor crítico de la velocidad de contracorriente, se genera una maraña de vórtices turbulentos.
- Inyección de anillos de vórtice (los anillos se generan inyectando electrones que forman una pequeña burbuja de unos 16 Angstroms de tamaño que son acelerados por un campo eléctrico, hasta que, al superar la velocidad crítica, se nuclea el anillo de vórtice).[23]

#### Turbulencia cuántica en3He-B y condensados atómicos
En 3He-B, la turbulencia cuántica puede generarse por la vibración de los hilos. En los condensados atómicos, la turbulencia cuántica puede generarse agitando u oscilando la trampa que confina el BEC e imprimiendo en fase los vórtices cuánticos.

### Detección de turbulencias cuánticas
En la turbulencia clásica, se suele medir la velocidad, ya sea en una posición fija con respecto al tiempo (típico de los experimentos físicos) o al mismo tiempo en muchas posiciones (típico de las simulaciones numéricas). La turbulencia cuántica se caracteriza por una maraña desordenada de líneas de vórtice discretas (individuales).
En helio II existen técnicas para medir la densidad de la línea de vórtice {\displaystyle L} (la longitud de las líneas de vórtice por unidad de volumen basada en la detección de la segunda atenuación del sonido. La distancia media entre líneas de vórtice, {\displaystyle \ell } puede calcularse en función de la densidad de líneas de vórtice de la siguiente manera {\displaystyle \ell =1/{\sqrt {L}}}.

#### Detección en helio II
- Medición de la atenuación de segundas ondas sonoras
- Medición de gradientes de temperatura o presión[27]
- Medición de iones atrapados en los vórtices[28]
- Utilización de partículas trazadoras (pequeñas esferas de vidrio o plástico/bolas de nieve de hidrógeno sólido) de tamaño del orden de una micra, y posterior obtención de imágenes de las mismas mediante láser. Las técnicas que pueden utilizarse son la PIV (velocimetría de imágenes de partículas) o la PTV (velocimetría de seguimiento de partículas). Recientemente se han utilizado moléculas de helio excimer[29][30][31]
- Uso de horquillas oscilantes[21]
- Utilización de voladizos[32]
- Utilización de hilos calientes criogénicos[33]

#### Detección en3He-B y condensados atómicos
La turbulencia cuántica puede detectarse en 3He-B de dos formas: por resonancia magnética nuclear (RMN) y por dispersión Andreev de cuasipartículas térmicas.En el caso de los condensados atómicos, es típico que el condensado deba expandirse (desconectando el potencial de atrapamiento) de modo que sea lo suficientemente grande como para poder tomar una imagen. Este procedimiento tiene la desventaja de que el condensado se destruye. El resultado es una imagen bidimensional que permite el estudio de la turbulencia cuántica bidimensional, pero impone una limitación al estudio de la turbulencia cuántica tridimensional utilizando este método. Se han observado vórtices cuánticos individuales en 3 dimensiones, moviéndose y reconectándose mediante una técnica que extrae pequeñas fracciones del condensado cada vez, lo que permite observar una secuencia temporal de la misma configuración de vórtices.